# Лауди
Лауди (лат. laudes, множина від laus, «хвала, похвальна пісня») — літургійна ранкова молитва у католицькій, старокатолицькій, англіканській і лютеранській церквах.

## Позначення
Множинне слово «Laudes» («хвалебні пісні») походить від «хвалебних псалмів» (з псалому 148 по 150), які століттями були невід'ємною частиною літургійних ранкових хвалебних молитов. Лауди правляться на світанку, приблизно з 6:00 до 8:00. Їх походження можна простежити з ранніх християнських зібрань громади, на яких святкувалося воскресіння Ісуса Христа.
Лауди також служили у монастирях між нічною молитвою (Метте) (опівночі або о четвертій ранку) та примою о шостій годині ранку. Сьогодні повна назва лаудів — Laudes matutinae. Другий Ватиканський собор класифікував лауди preces matutinae «ранковою молитвою». Лауди і вечірня (preces vespertinae «вечірня молитва») є найважливішими часами (Horae praecipuae) і становлять «подвійний важливий пунк Літургії годин» (duplex cardo Officii cotidiani) (SC 88).

## Обряд
- Інвітаторій
- Гімн
- Псалмодія: ранковий псалом, старозавітний кантикум, хвалебний псалом, кожен з антифоном
- Читання Святого Письма (capitulum)
- Респонсорій, можлива коротка гомілія
- Benedictus з антифоном
- Прохальні молитви (Preces) на день і для роботи
- Отче наш
- Щоденна молитва
- Благословення чи прохання про благословення
- Відпуст

## Східне християнство
У православній церкві та східних католицьких церквах, які дотримуються візантійського обряду, утреня є подібною до лаудів. Вона також включає три похвальні псалми (148—150), які її традиційно завершують.